# Thauany Capanni Dias
Thauany David Capanni Dias (28 de octubre de 2003) es una deportista italiana que compite en judo. En los Juegos Europeos de Cracovia 2023 consiguió una medalla de bronce en la prueba de equipo mixto.

## Palmarés internacional
| Juegos Europeos | Juegos Europeos         | Juegos Europeos   | Juegos Europeos |
| Año             | Lugar                   | Medalla           | Categoría       |
| --------------- | ----------------------- | ----------------- | --------------- |
| 2023            | Krynica-Zdrój (Polonia) | Medalla de bronce | Equipo mixto    |